# Oude watertoren (Zevenbergen)
De eerste watertoren in de Nederlandse stad Zevenbergen is gebouwd in 1924 en was ontworpen door architect Hendrik Sangster. De watertoren had een hoogte van 42,25 meter en een waterreservoir van 300 m³. De toren is op 31 oktober 1944 verwoest.